# 岸間信明
岸間 信明（きしま のぶあき、1956年4月19日 - ）は、日本の男性脚本家、作家。東京都出身。

## 来歴
横浜放送映画専門学院（後の日本映画学校）卒業。同窓に平野靖士、宮下隼一らがいる。『パーマン』でアニメシナリオデビュー後、1986年には『ファイナル・ゲーム』で小説現代新人賞を受賞した。現在まで様々な作品の脚本、シリーズ構成を担当するほか、松下幹夫、麻尾るみこと共に「よつや文」の共同ペンネームで漫画原作なども手掛ける。
藤子・F・不二雄没後の大長編ドラえもんの映画を2004年公開の『ドラえもん のび太のワンニャン時空伝』まで全ての脚本を務めている。

## 参加作品

### シリーズ構成
1987年
- マシンロボ ぶっちぎりバトルハッカーズ

1993年
- SLAM DUNK（ - 1996年）※菅良幸と共同

2001年
- RAVE（ - 2002年）

2002年
- HUNTER×HUNTER OVA版（ - 2004年）

2003年
- DEAR BOYS

2005年
- アイシールド21（ - 2008年）

2006年
- 家庭教師ヒットマンREBORN!（ - 2010年）

2007年
- 湾岸ミッドナイト（ - 2008年）

2009年
- TYTANIA -タイタニア- ※第14話以降
- 毎日かあさん（ - 2012年）※参加は2009年から、シリーズ構成は2011年から

2012年
- しまじろうのわお!

### 各話脚本担当
1983年
- パーマン（ - 1985年）

1984年
- 忍者ハットリくん（ - 1987年）

1986年
- マシンロボ クロノスの大逆襲

1987年
- ウルトラB（ - 1989年）

1988年
- 超音戦士ボーグマン
- ホワッツマイケル（ - 1989年）
- 鉄拳チンミ

1989年
- 天空戦記シュラト
- 悪魔くん（ - 1990年）
- 魔法使いサリー（ - 1991年）

1990年
- ドラゴンクエスト アベル伝説
- キャッ党忍伝てやんでえ
- もーれつア太郎

1991年
- それいけ!アンパンマン（ - 2010年）
- 楽しいムーミン一家
- ハイスクールミステリー学園七不思議
- 三つ目がとおる
- どろろんぱっ!

1992年
- あしたへフリーキック
- お〜い!竜馬
- 超電動ロボ 鉄人28号FX（ - 1993年）
- ツヨシしっかりしなさい（ - 1994年）

1993年
- GS美神
- ドラえもん（ - 2005年）

1994年
- ヤマトタケル

1995年
- 十二戦支 爆烈エトレンジャー
- H2（ - 1996年）
- キャプテン翼J

1996年
- VS騎士ラムネ&40炎
- B'T-X
- 少年サンタの大冒険!
- 超者ライディーン（ - 1997年）
- るろうに剣心 -明治剣客浪漫譚-（ - 1998年）
- こちら葛飾区亀有公園前派出所（ - 2004年）

1997年
- 深海伝説MEREMANOID
- 中華一番!（ - 1998年）

1998年
- 頭文字D
- 花さか天使テンテンくん（ - 1999年）

1999年
- 頭文字D Second Stage（ - 2000年）
- HUNTER×HUNTER（ - 2001年）

2001年
- ベイビーフィリックス
- 電脳冒険記ウェブダイバー
- 魔法戦士リウイ
- バンパイヤン・キッズ（ - 2002年）
- ののちゃん（ - 2002年）

2002年
- ホイッスル!（ - 2003年）

2003年
- 人間交差点
- 獣兵衛忍風帖 龍宝玉篇

2004年
- 頭文字D Fourth Stage（2004年 - 2006年）

2005年
- capeta

2006年
- おねがいマイメロディ 〜くるくるシャッフル!〜（ - 2007年）

2007年
- おねがいマイメロディ すっきり♪

2008年
- おねがい♪マイメロディ きららっ★（ - 2009年）

2010年
- はっけん たいけん だいすき! しまじろう
- しまじろう ヘソカ

2011年
- パッコロリン（2011年 - ）

2012年
- 頭文字D Fifth Stage（ - 2013年）

2014年
- 頭文字D Final Stage
- サザエさん

### TVスペシャル番組
1993年
- バトルスピリッツ 龍虎の拳

1994年
- SAMURAI SPIRITS 〜破天降魔の章〜
- ルパン三世 燃えよ斬鉄剣

1999年
- シティーハンター 緊急生中継!? 凶悪犯冴羽獠の最期

### 劇場アニメ
1991年
- ガンバとカワウソの冒険

1992年
- それいけ!アンパンマン つみき城のひみつ

1993年
- それいけ!アンパンマン 恐竜ノッシーの大冒険

1995年
- スラムダンク 吠えろバスケットマン魂!! 花道と流川の熱き夏

1997年
- それいけ!アンパンマン ぼくらはヒーロー

1998年
- ドラえもん のび太の南海大冒険

1999年
- ドラえもん のび太の宇宙漂流記

2000年
- ドラえもん のび太の太陽王伝説

2001年
- 頭文字D Third Stage ※戸田博史と共同
- ドラえもん のび太と翼の勇者たち

2002年
- ドラえもん のび太とロボット王国

2003年
- ドラえもん のび太とふしぎ風使い

2004年
- ドラえもん のび太のワンニャン時空伝

2013年
- 劇場版 HUNTER×HUNTER　-The LAST MISSION-

### OVA
1990年
- 1+2=パラダイス

1995年
- 新海底軍艦

2008年
- 頭文字D Extra Stage2

### テレビドラマ
1987年
- AM3:00の恐怖

1999年
- 暴れん坊将軍

## 著作
- ファイナル・ゲーム（1986年）
- サムライスピリッツ 破天降魔の章（1994年）
- 新海底軍艦-滅亡へのゼロアワー（1995年）
- ばっくどろっぷ・えれじぃ（1997年）
- 流体粒子

### 漫画原作
- バスタード!! 魍魎たちの鎮魂歌（1993年）
- バスタード!!2 悪魔の褥に横たわりて（1993年）
- 劇画内閣総理大臣伝（作画：原田久仁信） ※よつや文名義
- プレッシャー（漫画：原田久仁信） ※よつや文名義
- 静かなるドン（1996年）
- CITY HUNTER SPECIAL 2（1999年）
- HUNTER×HUNTER（1999年）
- HUNTER×HUNTER 2（2000年）
- HUNTER×HUNTER 3（2001年）
- テニスの王子様SPECIAL―A Day of The Survival Mountain（2003年）
- テニスの王子様 The gift has awaked!（2004年)
- テニスの王子様 The gift has exploded!（2004年)